# Nika Ninua
 (octobre 2020).
Nika Ninua, né le 22 juin 1999 à Tbilissi en Géorgie, est un footballeur géorgien. Il évolue au poste de milieu central.

## Biographie

### Dinamo Tbilissi
Né à Tbilissi en Géorgie, Nika Ninua est formé par l'un des clubs de la capitale, le Dinamo Tbilissi.
Il devient champion de Géorgie en 2019.

### PAOK Salonique
Le 14 août 2020, Nika Ninua rejoint la Grèce et s'engage avec le PAOK Salonique pour un contrat de quatre ans. Il était notamment courtisé par le Beşiktaş JK avant de rejoindre le PAOK. Le montant du transfert est estimé à 850 000 euros. Il joue son premier match sous ses nouvelles couleurs le 18 septembre 2020, lors d'une rencontre de Superleague face à l'Atromitos FC (1-1).
Le 30 août 2021, Nika Ninua est prêté à l'Anórthosis Famagouste.

### En équipe nationale
Avec les moins de 17 ans, il inscrit trois buts lors des éliminatoires du championnat d'Europe des moins de 17 ans 2015. Il marque ainsi contre l'Estonie, la Slovaquie, et enfin la Roumanie.
Avec les moins de 19 ans, il marque un but contre Andorre, lors des éliminatoires du championnat d'Europe des moins de 19 ans 2018.
Nika Ninua joue son premier match avec l'équipe de Géorgie espoirs le 7 septembre 2018 contre la Lituanie. Il entre en jeu en cours de partie, lors de cette rencontre qui se solde par un match nul (0-0).
Il délivre sa première passe décisive avec les espoirs le 10 juin 2019, en amical contre la Slovénie (1-1). Par la suite, le 18 novembre de la même année, il délivre une deuxième passe décisive, contre la Slovaquie. Ce match perdu 3-2 rentre dans le cadre des éliminatoires de l'Euro espoirs 2021.

## Palmarès
Dinamo Tbilissi
- Champion de Géorgie (1) :
  - Champion : 2019.